# Гомес, Мигель
Мигель Гомес (англ. Miguel Gomez; род. 20 августа 1985, Кали) — колумбийский и американский актёр и рэпер. Получил известность благодаря ролям в сериале «Штамм» и фильме «Левша».

## Биография
Мигель Гомес родился 20 августа 1985 года в городе Кали, Колумбия.
Под псевдонимом Aztek Escobar был первым исполнителем, подписавшим контракт с лейблом Jay-Z «Roc-La-Familia». С 2005 по 2010 год работал в жанрах хип-хоп и рэп.
В 2012 году начал карьеру актёра, снявшись в эпизоде сериала «Луи» и фильме «Эффект домино». В 2013 году сыграл в фильме «Благослови меня, Ультима».
С 2014 по 2017 год снимался в сериале «Штамм».
В 2015 году снялся в фильме «Левша». Затем последовали роли в фильмах «Тихоокеанское время» и «Меган Ливи».
С 2017 по 2019 год снимался в сериале «Мамаша». В 2020 году сыграл в сериале «Лучшие в Лос-Анджелесе».
С 2021 года снимается в сериале «ФБР: Самые разыскиваемые».

## Фильмография
| Год          |   | Русское название         | Оригинальное название | Роль                     |
| ------------ | - | ------------------------ | --------------------- | ------------------------ |
| 2012         | с | Луи                      | Louie                 | Рамон                    |
| 2012         | ф | Эффект домино            | The Domino Effect     | Джейк                    |
| 2013         | ф | Благослови меня, Ультима | Bless Me, Ultima      | Юджин                    |
| 2014—2017    | с | Штамм                    | The Strain            | Августин «Гас» Элисальде |
| 2015         | ф | Левша                    | Southpaw              | Мигель «Мэджик» Эскобар  |
| 2016         | ф | Тихоокеанское время      | Pacific Standard Time | Фридгуд                  |
| 2017         | ф | Меган Ливи               | Megan Leavey          | Гомес                    |
| 2017—2019    | с | Мамаша                   | SMILF                 | Рафи                     |
| 2020         | с | Лучшие в Лос-Анджелесе   | L.A.'s Finest         | Рики Леон                |
| 2021 — н. в. | с | ФБР: Самые разыскиваемые | FBI: Most Wanted      | спецагент Иван Ортис     |

## Награды и номинации
| Год  | Награда                  | Категория                | Работа | Результат |
| ---- | ------------------------ | ------------------------ | ------ | --------- |
| 2017 | Imagen Foundation Awards | Лучший актёр телевидения | Штамм  | Номинация |